# Далай-лама VIII
Далай-лама VIII (1758– 1804) — 8-й Далай-лама в 1762—1804 роках.

## Життєпис
Походив з роду Лхалу з Кхаму. За традиційним джерелам, їх далеким предком був Дхрала Цег'ял, один з головних героїв епосу Гесер. Син Сонам Дарджі і Пунцок Вангмо. Народився 1758 року в Лхарі Ганг в Верхньому У-Цангі, отримавши ім'я Джампел Г'яцо. Згідно агіографії, в рік його зачаття рідне село отримало небувалий урожай: кожен стебло ячменю ніс три, чотири або п'ять колосків, чого раніше не траплялося в Тибеті. Також в буддійських джерелах описується, що коли Пунцок Вангмо, яка готується стати матір'ю, одного разу вечеряла з родичами в саду, з'явилася влетенська веселка. Один її кінець торкнувся плеча майбутньої матері. Ця ознака вказала людям на очікуване народження майбутнього святого.
Вжев рік народження Панчен-лама VI оголосив його реінкарнацією Далай-лами. У віці 2,5 років Джампел був узятий під опіку духівництва монастиря Ташілунпо в Шигацзе. Тоді ж йому була присвячена церемонія як знову народженому Далай-ламі.
1762 року був доставлений в Лхасу і зведений на престол у палаці Потала як правитель народу Тибету. Церемонія інтронізації відбулася під керівництвом Демо Тулку Джампел Єши (відомий як Демо-хутухта). Незабаром після цього він прийняв перші обітниці ченця-послушника. Значний вплив в Тибеті набув Панчен-лама VI через його авторитет в цінського імператора Хунлі. У 1763 році через відсутність постачання монет-мохарів з князівства Катманду (Тибет не мав власної карбованої монети і користувався непальською) регент Демо-хутухта спробував налагодити карбування тибетської монети.
1769 року виник конфлікт з Непалом, коли його король Прітхві Нараян Шах вилучив у 1769 році старі мохари і впровадив нову монету. Почалися перемовини щодо впровадження в Тибеті нового мохара і про його курси, але вони не дали результатів. У відповідь, 1770 року, Тибет тимчасово закрив торговельні шляхи до Непалу. В цей час прибув британський посланець Дж. Богль, що спробував підписати з Тибетом торгівельний договрі, обійцяючи допомогуу протистоянні з Непалом. Але без успіху. Втім 1774 року було надано допомогу Сіккіму у протистоянні з Непалом. 1775 року з новим непальським королем Пратап Сінгхом було укладено мирну угоду.
У 1777 році Джампел Гьяцо був повністю висвячений на ченці. 1783 року Далай-лама VIII отримав офіційну владу, втім фактично панував новий регент Нгаванг Цультім. Того ж року, розбудовуючи палацовий комплекс Норбулінга в Лхасі, заснував Літній палац і парк. Він також замовив вишукані мідні статуї Будди для населення Південного Тибету.
1784 року, коли останній очолив посольство до цінського імператора (фактично за наказом Хунлі відправився  у почесне заслання), Далай-лама VIII запанував самостійно. 1788 року непальський регент Бахадур Шах (відомий також як Батур Се) через неузгодженість питання щодо використання нових мохарів в Тибеті та торгівлі сіллю почав війну. Невдовзі останній зайняв тибетські округи Н'янанг, Ронгшар і Кіронг. На бік непальців перейшов Шамар Тулку, один зпровідних лам секти Карма Каг'ю. Далай-лама звернувся до Ч. Корнуолліса, генерал-губернатора Британської Ост-Індської компанії, по допомогу, але марно. Втім до Тибету прибуло 2 тис. цінських вояків. Зрештою 1789 року за посередництва секти Сак'я було укладено Кіронгський договір, за яким Тибет повертав втрачені землі. Натомість зобов'язаний кожен рік виплачувати Непалу данину у розмірі 300 доце (близько 300 злитків срібла)
1790 року регент Нгаванг Цультім повернув фактичну владу в Тибеті. Але 1791 року після смерті регента Далай-лама VIII повернув контроль над кашагом (урядом). Втім регент передсмертю спровокував нову війну з Неапалом. Місто Шигацзе і монастир Ташілунпо були захоплені і розграбовані, але в 1792 році цінська армія на чолі із Фукананєм змусила непалців відступити. Під час подальших боїв Далай-лама VIII дипломатією намагався не допустити наданню Непалу допомоги з боку британців. Мирний договір між Цинской династією і Неаполом був підписаний в 1792 році. Заним Тибет перестав сплачувати данину. На честь цього в Лхасі біля храму Потала була поставлена колона з написом тибетською, маньчжурською та китайською мовами.  
У 1793 році цінський уряд вніс зміни до «Тибетського уложення» (отримало назву «Найвище затверджений статут щодо упорядкування справ у Тибеті з 29 статей»), де статус амбанів суттєво посилювався — тепер вони фактично контролювали кашаг (уряд), податки і фінанси, впливали на дипломатичні контакти Далай-лами, тибетську  армію з  манчжурськими залогами в  містах Лхаса, Шигацзе і Тінгрі. Того ж року імператор Хунлі прислав до Лхаси Золоту вазу, з якої слід було тягнути жереб при виявленні перевтілень Далай-лами, Панчен-лами та Джецундамба-хутухти. 
В останній роки займався духовними практиками, розбудовою палацового комплексу Норбулінка. Разом з тим не реагивував на поширення антицінських настроїв серед населення. Помер Далай-лама VIII 1804 року.